# A Fidzsi-szigetek zászlaja
A Fidzsi-szigetek zászlaja a Fidzsi-szigetek egyik nemzeti jelképe.
A zászló a függetlenség kikiáltása óta (1970. október 10.) van érvényben. A világoskék színű zászló bal felső negyedében az Union Jacket helyezték el a brit gyarmati múlt emlékeként. A címerpajzsot a zászló repülőrészén helyezkedik el, úgy, hogy a pajzson levő vörös kereszt vízszintes szárának felső éle egyvonalba esik a bal felső sarokban elhelyezett brit zászló alsó szélével.
A zászlóban elhelyezett címerpajzs vörös kereszt által negyedelt, felső részén egy vízszintes vörös sávon egy aranyszínű oroszlán kókuszdiót tart a mancsai között. A negyedek közül az első cukornádszálakat, a második egy kókuszpálmát, a harmadik egy fehér galambot, csőrében olajággal, a negyedik pedig egy banánköteget ábrázol.

## Más Fidzsi-szigeteki zászlók

? civil lobogó ?
? állami lobogó ?
? hadilobogó ?
Polgári légierő lobogója ?